# Piabarchus
Genre
Piabarchus est un genre de poissons téléostéens de la famille des Characidae et de l'ordre des Characiformes.

## Liste d'espèces
Selon FishBase (12 juin 2015):
- Piabarchus analis (Eigenmann, 1914)
- Piabarchus torrenticola Mahnert & Géry, 1988